# Enopides de Quios
Enopides de Quios (em grego:  Οἰνοπίδης ὁ Χῖος; circa 490 a.c. - circa 420 a.c.) foi um matemático, geómetra e astrónomo da Grécia clássica, que viveu ao redor do ano 450 a.C.. Nasceu no 490 a.C., pouco depois do  500 a.C. na ilha de Quios e trabalhou principalmente em Atenas.

## Astronomia
A principal contribuição de Enópides como astrónomo foi a determinação do ângulo entre o plano do equador celeste e o plano das constelações do Zodíaco (isto é, o plano da eclíptica, o caminho anual do Sol sobre o firmamento). Calculou este ângulo em 24°, o mesmo valor da inclinação do eixo da Terra. Este resultado foi o valor utilizado durante dois séculos, até que Eratóstenes (276 a.C. - 194 a.C.) o mediu com uma maior precisão.
Também determinou o valor do Ano Grande, isto é, o intervalo de tempo mais curto em que coincide um número inteiro de anos solares e um número inteiro de meses lunares. Como as posições relativas do Sol e da Lua se repetem após cada Ano Grande, este intervalo permite calcular e prever eclipses solares e lunares. Na prática este cálculo só é aproximadamente verdadeiro, porque a proporção entre as medidas do ano solar e do mês lunar não se consegue traduzir em nenhuma fração matemática simples.
Enopides calculou a duração do Ano Grande em 59 anos, correspondendo a 730 meses lunares. Era uma boa aproximação, mas não uma medida exacta, já que 59 anos siderais são equivalentes a 21.550,1 dias, enquanto 730 meses sinódicos completam 21.557,3 dias. A diferença era, portanto, de sete dias (mesmo sem ter em conta as variáveis que alteram a órbita lunar). Ainda assim, um período de 59 anos tinha a vantagem de corresponder com bastante aproximação a um número inteiro de revoluções orbitais de vários planetas ao redor do Sol, o que significava que suas posições relativas também se repetiam a cada ciclo do Ano Grande. Antes de Enópides a medida mais comum do Ano Grande era de oito anos solares (= 99 meses); pouco depois, no 432 a. C., Metón e Euctemón descobriram o valor de 18 anos, equivalentes a 223 meses (o chamado ciclo de Saros).

## Geometria
Se como astrónomo Enopides ocupou-se principalmente de questões práticos, como geómetra parece ter procurado um modelo de geometria com os mais elevados padrões de rigor. Introduziu a distinção entre 'teoremas' e 'problemas': embora ambos estejam implicados na solução de um exercício, um teorema define-se como uma teoria que pode utilizada como o fundamento de outras teorias posteriores, enquanto um problema é apenas um exercício isolado com um resultado particular.
Enopides de Quios parece também ter sido o autor da norma de que as construções geométricas deviam utilizar apenas a régua e o compasso.
O seu nome também está associado a duas construções elementares e concretas da geometria plana: 
- primeiro, a construção da mediatriz de um segmento de recta que une os pontos de intersecção de dois círculos com o mesmo raio centrados sobre as extremidades desse segmento,

Construção de uma mediatriz, as extremidades do segmento são os pontos A e B da definição.

É o lugar geométrico dos pontos que equidistam de dois pontos A e B distintos. O traçado da mediatriz determina, consequentemente, o ponto médio de um segmento AB.
- e segundo, construir um ângulo igual a um ângulo dado:

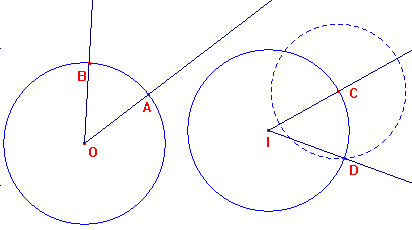
Construção de um ângulo igual ao ângulo AOB.

Eudemo de Rodes, citado por Proclo, atribuíu a Enopides de Quios a descoberta da proposição 23ª do livro I da Geometria de Euclides: "numa determinada linha recta dada e num ponto dado sobre esta recta, construir um ângulo igual a um ângulo dado".
Para copiar o ângulo AOB para o círculo centrado em I, com a régua e o compasso, traçar dois círculos com o mesmo raio centrados em O e em I; traçar os pontos A e B na intersecção dos lados do ângulo no círculo centrado em O. No círculo centrado em I escolher o ponto C, e copiar o comprimento AB traçando um terceiro ciclo com centro em C que corta este segundo círculo em D (e também noutro ponto).
O novo ângulo CID é igual ao ângulo AOB.

## Atribuições
Atribuem-se-lhe numerosas afirmações em diferentes áreas do saber:
- Diz-se que deu uma explicação das inundações do rio Nilo em cada verão. Baseando-se em observações da temperatura do água em poços profundos, pôde deduzir erradamente que a água subterrânea é mais fresca no verão do que no inverno. Durante o inverno, quando a chuva cai e se infiltra na terra, evapora-se rapidamente outra vez devido ao calor da terra. No verão, quando o água na terra estava supostamente mais fria, teria menos evaporação. Então, a diferença de volume da humidade teria que fluir de outra maneira, causando assim a inundação das margens do Nilo.
- Também se atribui a Enopides a opinião de que anteriormente o Sol se teria deslocado ao longo da Via Láctea. Aconteceu quando o Sol viu como Tiestes, uma figura mitológica, recebeu a seu próprio filho como jantar servido por seu irmão Atreu; o Sol ficou tão horrorizado que abandonou seu curso habitual e se mudou para a faixa do zodíaco. Esta atribuição parece bastante improvável.
- Diz-se que Enópides considerava o universo como um organismo vivo, como se tivesse uma alma divina.
- Também se diz que achava que o fogo e o ar eram os princípios essenciais do universo, a arché.

## Cratera lunar
- A cratera lunar Oenopides recebeu este nome em sua mem￳ória.[5]